# Wydawnictwo Adam Marszałek
Wydawnictwo Adam Marszałek – polska oficyna wydawnicza z siedzibą przy ul. Lubickiej 44 w Toruniu.

## Historia
Wydawnictwo zostało założone jesienią 1990 roku w Toruniu przez Adama Marszałka, który w latach 1990–2012 był jego prezesem. W roku 2013 prezesem wydawnictwa została Joanna Marszałek-Kawa. W ofercie przeważają książki z zakresu historii, ekonomii, pedagogiki, stosunków międzynarodowych, politologii, a także z dziedzin filologicznych. W styczniu 2013 roku wydawnictwo, wraz z Europejskim Centrum Edukacyjnym, Wydawnictwem Naukowym GRADO, Firmą Wydawniczo-Handlową MADO oraz Time Marszałek Group utworzyło holding Marszałek Publishing Group, którego prezesem został Adam Marszałek.
Wydawnictwo publikuje również książki w językach obcych, m.in. po: chińsku, angielsku, niemiecku, francusku, rosyjsku, czy włosku. Od początku 2007 roku działa też w Chinach, gdzie współpracuje z Wydawnictwem Uniwersytetu Ludowego oraz grupą wydawnictw z Hefei skupionych pod nazwą Anhui Publishing Group.
Wydawnictwo posiada dwa zakłady poligraficzne.

## Wybrane publikacje

### Serie wydawnicze
Najważniejszą serią wydawniczą oficyny jest Biblioteka Azji i Pacyfiku, w której od 2011 roku ukazało się ponad 120 książek, w tym tłumaczeń autorów azjatyckich. Ponadto nakładem Wydawnictwa Adam Marszałek publikowane są prace w pięćdziesięciu innych seriach, są to m.in. Biała Seria PTNP, Biblioteka ToMiTo, Canadiana, Dialog Europejski, Komunikacja Społeczna w Edukacji, Miasta i Ich Dzieje, Nauka o Komunikowaniu, Oblicza Mediów, Przestrzenie Życia Społecznego, Samorząd Terytorialny w XXI wieku, Słuchowiska Polskiego Radia i Securitas et Societas. Ponadto, nakładem wydawnictwa ukazują się dwie serie literatury dziecięcej i młodzieżowej: Seria z Lupą i Kulawa Koza.

### Czasopisma
Wydawnictwo Adam Marszałek publikuje 24 czasopisma naukowe i popularnonaukowe o zasięgu międzynarodowym – "The New Educational Review" (indeksowane w Scopus), "Polish Political Science Yearbook" i „Kultura i Edukacja” – a także o zasięgu krajowy, m.in. „Atheneum. Polskie Studia Politologiczne”, „Nowa Polityka Wschodnia”, „Przegląd Prawa Konstytucyjnego”, „Azja-Pacyfik”, „Cywilizacja i Polityka”, „Historia Slavorum Occidentis” czy „Studia Orientalne”. Od stycznia 2018 roku oficyna posiada własną platformę udostępniania czasopism naukowych.